# Щитоносная райская птица Виктории
Щитоносная райская птица Виктории (лат. Ptiloris victoriae) — австралийский вид воробьинообразных птиц из семейства райских птиц (Paradisaeidae). Распространён на северо-востоке Австралии — на плато Атертон. Как и некоторые другие представители семейства райских птиц щитоносные райские птицы Виктории используют свои крючковатые клювы для ловли беспозвоночных внутри брёвен; ловят эти птицы тараканов, пауков, мокриц и многоножек. Иногда они питаются и плодами растений. Длина тела — 24 см.